# Гуд Хоуп (броненосен крайцер, 1901)
Гуд Хоуп (на английски: HMS Good Hope, Кораб на Негово Величество „Гуд Хоуп“) е броненосен крайцер, един от четирите крайцера от типа „Дрейк“, построени за Кралския флот на Великобритания. Заложен е на 11 септември 1899 г. от компанията Fairfield Shipbuilding and Engineering Company под името HMS Africa, но в хода на строежа е преименуван. Спуснат на вода на 21 февруари 1901 г. Влиза в строй на 8 ноември 1902 г., включен е в състава на 1-ва крайцерска ескадра на Атлантическия флот.

## Конструкция

### Силова установка
Две парни машини с тройно разширение, 43 водотръбни котли „Белвил“. Запас въглища 2500 дълги тона.

### Брониране
Круповски тип броня. Главният броневи пояс е дебел 152 mm, висок 3,5 m и дълъг 78 m, при кърмата се затваря от бронирана траверса с дебелина 127 mm. Бронепоясът към носа на кораба изтънява от 102 mm до 51 mm. Бронепалубата е с дебелина 25 mm, а при кърмовия траверс достига 63 mm. Дебелината при кулите е 152 mm, на казематите е от 127 до 51 mm, на бойната рубка: 305 mm.

### Въоръжение
Основното въоръжение са две 9,2-дюймови (234 mm) Mk X оръдия в еднооръдейни кули, по една на носа и на кърмата. Те изстрелват 380-фунтови (172,4 kg) снаряди на максимална далечина от 15 500 ярда (14 200 m). Артилерията на средния калибър са шестнадесет BL 6-дюймови Mk VII оръдия, които са поместени в каземати по средата на корпуса. Осем от тях са на главната палуба и могат да се използват ефективно само в безветрено време. Те имат максимална далечина на стрелбата около 12 200 ярда (11 200 m) стреляйки със 100-фунтови (45,4 kg) снаряди. Дузина скорострелни 12-фунтови 12 cwt (хандредуейт-1/20 английски тона) оръдия са за защита от миноносците на противника. Две 12-фунтови 8 cwt оръдия за поддръжка на десанта. На крайцера има и три 3-фунтови оръдия Хочкис и две 17,72-дюймови (450 mm) торпедни апарата.
Тегло на бордовия залп: 707 kg.

## История на службата
„Good Hope“, кръстен в чест на британската колония на нос Добра Надежда, е заложен на 11 септември 1899 под името „Африка“ на стапелите на компанията Fairfield Shipbuilding & Engineering. Крайцерът е преименуван на „Good Hope“ на 2 октомври и спуснат на вода на 21 февруари 1901 г. Крайцерът пристига в Портсмът за дострояване през декември 1901 г. През 1906 г. той става флагман на 1-ва крайцерска ескадра на Атлантическия флот и две години по-късно (по време на посещение в Южна Африка) е флагман на 2-ра ескадра крайцери. „Good Hope“ е приведен в резерва през 1913 г.
По време на сражението при Коронел на него държи флаг контраадмирал Крадък, командващият британските кораби по източното крайбрежие на Южна Америка. В резултат на сражението корабът потъва с целия си екипаж. Загиват 919 души, включително и адмирал Крадък.